# Luise Fuckface

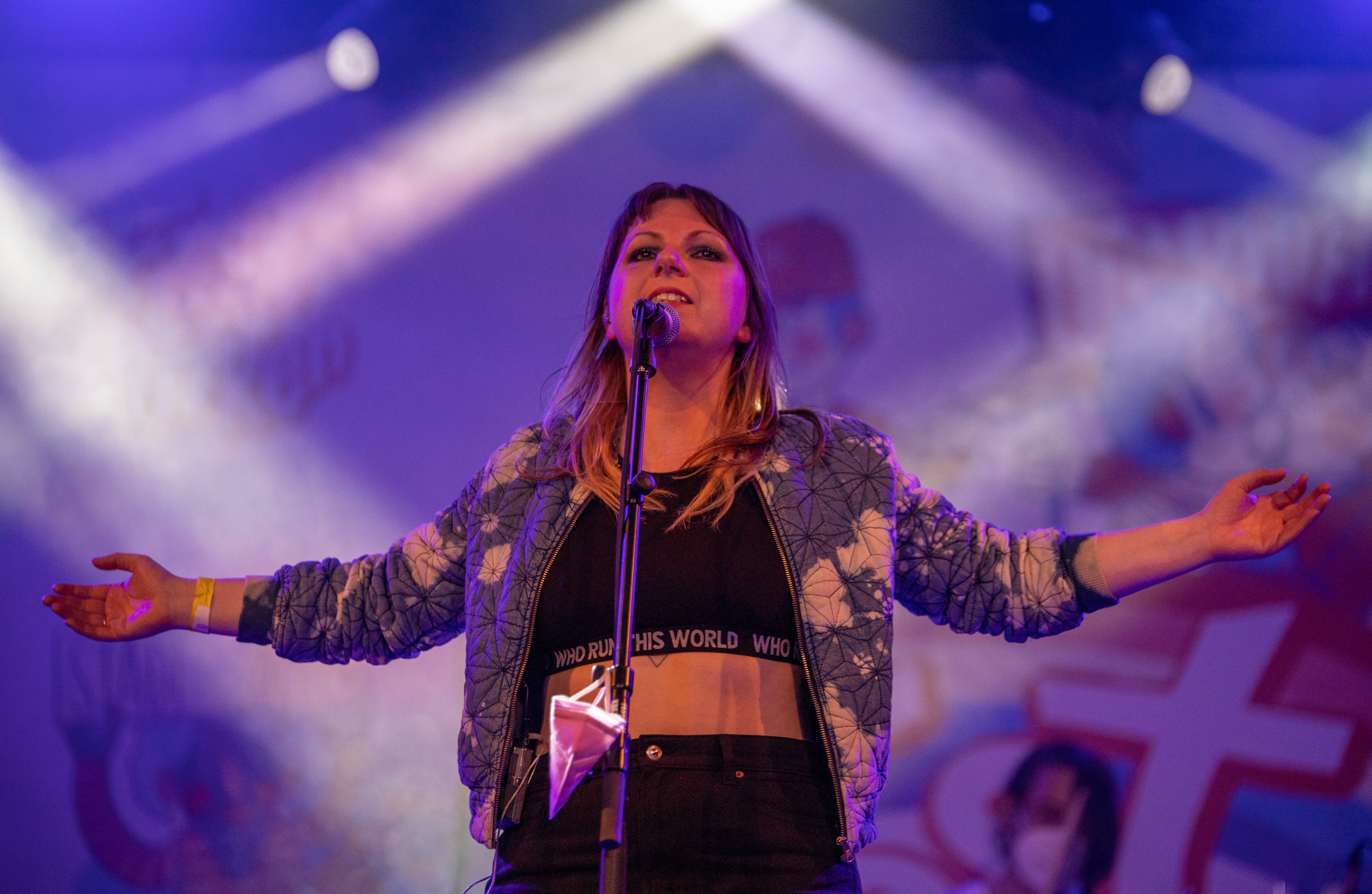
Luise Fuckface (2021)

Luise „Lulu“ Fuckface (* um 1986) ist eine deutsche Sängerin und Musikerin.

## Leben
Luise Fuckface wuchs im Speckgürtel von Berlin zusammen mit ihrer Mutter und ihrer Großmutter auf. Sie erlernte den Beruf der Bürokauffrau und studierte 2017 Informationswissenschaft. Sie gehörte 2005 zu den Gründungsmitgliedern der Berliner Pop-Punk-/Electroclash-Band The toten Crackhuren im Kofferraum und gründete 2013 zudem die Punkband Lulu & die Einhornfarm, in der sie ebenfalls als Frontfrau wirkt. Mit der Band Knallfrosch Elektro produzierte sie 2014 den Titel Schön, zudem hatte sie 2016 einen Auftritt im Musikvideo Der Maximilian der Terrorgruppe. Archi Alert, Sänger der Terrorgruppe, war dabei zeitweise Manager von The toten Crackhuren im Kofferraum.
Als Haustiere hält sie sich mehrere Tauben, dabei engagiert sich Luise Fuckface im Graue Flügel Tierschutzprojekt e.V. von Gründerin Doreen Rothe in Berlin, mit dessen Mitgliedern sie wöchentlich eine Tauben-Kuschel-Runde veranstaltet.